# 埃爾吉耶斯山 (月球)

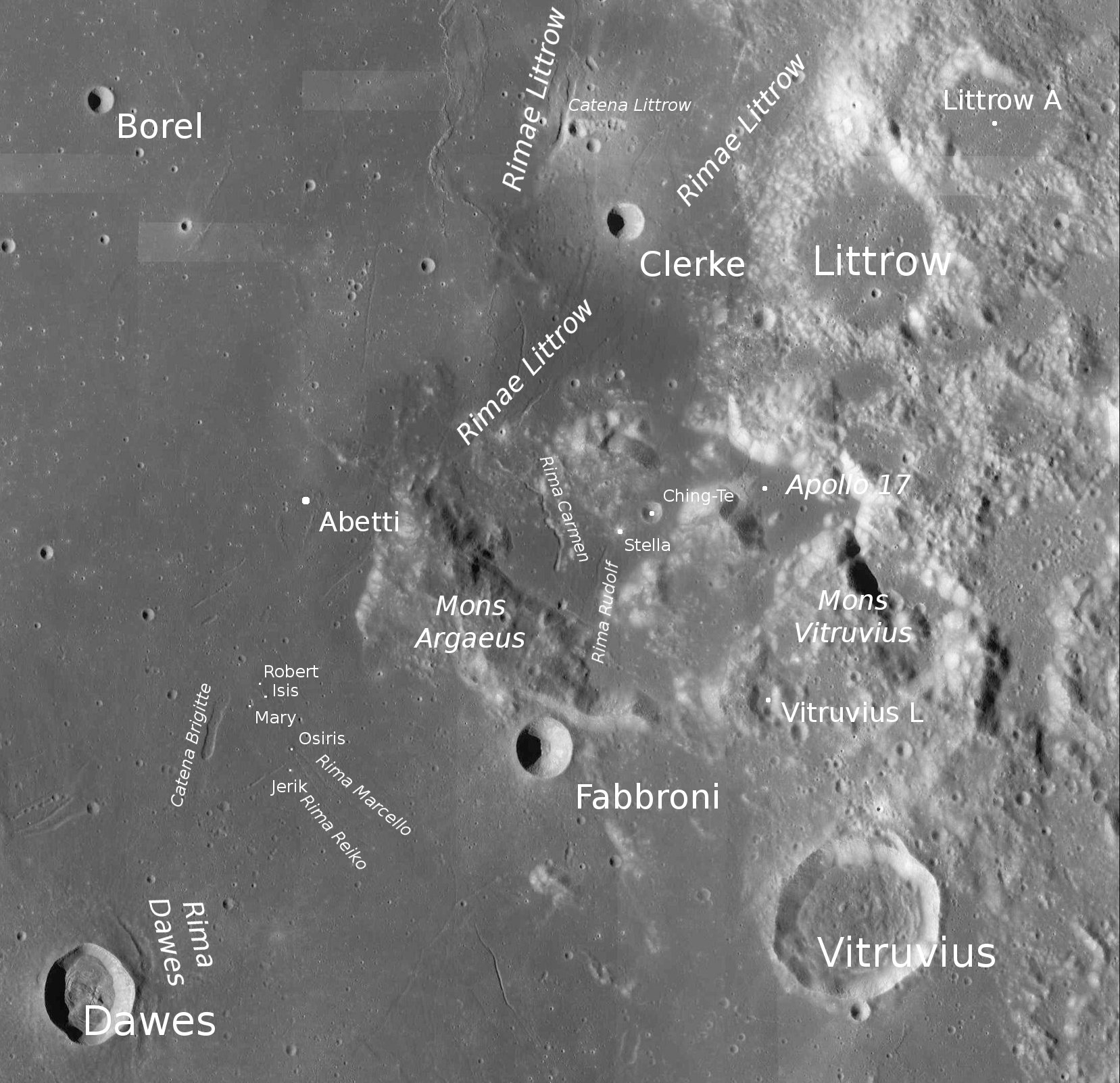
阿尔加山（靠近中间）及周边，上左是澄海、底部为静海.

阿尔加山（Mons Argaeus）是月球上一座楔入在澄海和澄海东侧边界之间的山脉，其中心月面坐标为北纬19.33、东经29.01，底部尺寸为65×30公里，峰顶高出周围月海2.3-2.7公里，但较月面绝对高度为-0.29公里。

## 命名
由于它在月球上靠近金牛山脉，因此，也以地球上一座接近托鲁斯山脉（也译作“金牛山脉”）的山脉-古希腊名为“埃尔吉耶斯山的拉丁名来命名（地球上的这二座山均在现今的土耳其境内）。该山脉的英文名“Mount Argaeus”最早是在1859年由英国天文学家托马斯·威廉·韦布（Thomas William Webb）提出，1935年被国际天文学联合会正式采纳。60年代初被赋予拉丁名格式“Mons Argaeus”。此前该山脉还有另外一个名称：19世纪德国天文学家约翰·弗里德里希·朱利叶斯·施密特称它为沙米索岬（Cape Chamisso）-可能是取自德国作家、探险家阿德尔贝特·冯·沙米索之名。

## 描述
这座山脉的最高峰位于它的西北部，黎明时分它则会在月海平原上投下一道长长的影子，成为业余观测者们感兴趣的对象。
阿尔加山南坡附近是直径11公里的法布隆尼陨石坑；往西12公里是直径1.6公里的阿贝提陨石坑。山脉附近还有一些已命名或更小的撞击坑。山脉北面延伸着有数条月沟：利特罗夫月溪、卡门月溪和鲁道夫月溪；东侧是直径30公里的维特鲁威陨石坑和5公里的卫星坑“维特鲁威 L”以及维特鲁威山。
1972年，阿波罗17号就降落在陶拉斯-利特罗谷（靠近维特鲁威山和利特罗陨石坑以南）阿尔加山东北60公里处。

## 另请参阅
月球表面特徵列表